# Jardim Marajoara
Jardim Marajoara é um bairro nobre, localizado no distrito de Campo Grande, na cidade brasileira de São Paulo.
O bairro é muito arborizado e é considerado uma extensão natural do bairro Chácara Flora, muitas vezes é confundido com o mesmo, que está localizado no distrito vizinho de Santo Amaro. Os bairros são separados pela Avenida Washington Luís, que é real limite estipulado entre os distritos de Campo Grande e Santo Amaro.
Limita-se com os bairros de Santo Amaro, Chácara Flora, Chácara Monte Alegre, Jardim Los Angeles, Vila São Paulo, Jardim Anhanguera e Vila Sofia, e está próximo dos bairros Vila Mascote e Jardim Prudência.
O bairro é classificado pelo CRECI como "Zona de Valor B", assim como outras áreas nobres da capital como Jardim Paulistano, Vila Olímpia e Pinheiros.